# بذار برف بباره! بذار برف بباره! بذار برف بباره!
«بذار برف بباره! بذار برف بباره! بذار برف بباره!» (انگلیسی: Let It Snow! Let It Snow! Let It Snow!) که همچنین به‌صورت «بذار برف بباره» شناخته می‌شود، ترانه‌ای است که در سال ۱۹۴۵ توسط ترانه‌پرداز سمی کان و آهنگساز جولی استاین سروده شده‌است.